# Alangur, Mulbagal
Alangur là một làng thuộc tehsil Mulbagal, huyện Kolar, bang Karnataka, Ấn Độ.